# Pascual de Aragón-Córdoba-Cardona y Fernández de Córdoba
Pascual de Aragón-Córdoba-Cardona y Fernández de Córdoba (Mataró, 1626 – Madrid, 28 settembre 1677) è stato un cardinale e arcivescovo cattolico spagnolo.

## Biografia
Pascual de Aragón-Córdoba-Cardona y Fernández de Córdoba nacque nel 1626 presso il Palau de la Riera a Mataró, Corona d'Aragona (oggi nella comunità autonoma di Catalogna) e diocesi di Barcellona (oggi arcidiocesi), nel Regno di Spagna; era figlio di Enrique de Aragón, duca di Cardona e Segorbe e viceré di Catalogna, e della sua seconda moglie Catalina Fernández de Córdoba y Figueroa, figlia dei Marchesi di Priego.
Papa Alessandro VII lo elevò al rango di cardinale nel concistoro del 5 aprile 1660.
Morì il 28 settembre 1677, all'età di circa 51 anni.

## Genealogia episcopale e successione apostolica
La genealogia episcopale è:
- Cardinale Guillaume d'Estouteville, O.S.B.Clun.
- Papa Sisto IV
- Papa Giulio II
- Cardinale Raffaele Riario
- Papa Leone X
- Papa Paolo III
- Cardinale Francesco Pisani
- Cardinale Alfonso Gesualdo
- Papa Clemente VIII
- Cardinale Pietro Aldobrandini
- Cardinale Laudivio Zacchia
- Cardinale Antonio Barberini, O.F.M.Cap.
- Cardinale Girolamo Colonna
- Arcivescovo Gabriel Adarzo de Santander, O. de M.
- Cardinale Pascual de Aragón-Córdoba-Cardona y Fernández de Córdoba

La successione apostolica è:
- Vescovo Juan Álvarez Osorio (1673)

## Ascendenza[2]
|                                                                        |                                                     |                                                                | Genitori                                                |  |  | Nonni |  |  | Bisnonni                                 |  |  | Trisnonni                                         |  |
|                                                                        |                                                     |                                                                |                                                         |  |  |       |  |  | Diego Fernández de Córdoba (1524 – 1601) |  |  | Luis Fernández de Córdoba y Pacheco (1482 – 1564) |  |
|                                                                        |                                                     |                                                                |                                                         |  |  |       |  |  | Diego Fernández de Córdoba (1524 – 1601) |  |  | Luis Fernández de Córdoba y Pacheco (1482 – 1564) |  |
|                                                                        |                                                     | Francisca Fernández de Córdoba y de la Cerda (1500 ca. – 1571) |                                                         |  |  |       |  |  | Diego Fernández de Córdoba (1524 – 1601) |  |  |                                                   |  |
| Luis Ramón de Aragón Folc de Cardona y Córdoba (1558 – 1596)           |                                                     |                                                                |                                                         |  |  |       |  |  | Diego Fernández de Córdoba (1524 – 1601) |  |  |                                                   |  |
|                                                                        |                                                     | Juana de Aragón Folc de Cardona (1543 – 1608)                  | Alfonso de Aragón y Portugal (1489 – 1563)              |  |  |       |  |  |                                          |  |  |                                                   |  |
|                                                                        |                                                     | Juana de Aragón Folc de Cardona (1543 – 1608)                  | Alfonso de Aragón y Portugal (1489 – 1563)              |  |  |       |  |  |                                          |  |  |                                                   |  |
|                                                                        |                                                     | Juana de Aragón Folc de Cardona (1543 – 1608)                  | Juana Folch de Cardona y Manrique de Lara (1504 – 1564) |  |  |       |  |  |                                          |  |  |                                                   |  |
| Enrique de Aragón Folc de Cardona y Córdoba (1588 – 1640)              |                                                     | Juana de Aragón Folc de Cardona (1543 – 1608)                  |                                                         |  |  |       |  |  |                                          |  |  |                                                   |  |
|                                                                        |                                                     | Luis Enríquez de Cabrera (1530 – 1596)                         | Luis Enríquez y Girón (1500 – 1572)                     |  |  |       |  |  |                                          |  |  |                                                   |  |
|                                                                        |                                                     | Luis Enríquez de Cabrera (1530 – 1596)                         | Luis Enríquez y Girón (1500 – 1572)                     |  |  |       |  |  |                                          |  |  |                                                   |  |
|                                                                        |                                                     | Luis Enríquez de Cabrera (1530 – 1596)                         | Ana de Cabrera y Moncada (1508 – 1565)                  |  |  |       |  |  |                                          |  |  |                                                   |  |
| Ana Enríquez de Cabrera y Mendoza (1561 – 1607)                        |                                                     | Luis Enríquez de Cabrera (1530 – 1596)                         |                                                         |  |  |       |  |  |                                          |  |  |                                                   |  |
|                                                                        |                                                     | Ana de Mendoza (1540 ca. – 1595)                               | Diego Mendoza y Aragón (1520 – 1566)                    |  |  |       |  |  |                                          |  |  |                                                   |  |
|                                                                        |                                                     | Ana de Mendoza (1540 ca. – 1595)                               | Diego Mendoza y Aragón (1520 – 1566)                    |  |  |       |  |  |                                          |  |  |                                                   |  |
|                                                                        |                                                     | Ana de Mendoza (1540 ca. – 1595)                               | María de Mendoza (1510 – 1554)                          |  |  |       |  |  |                                          |  |  |                                                   |  |
| Pascual de Aragón-Córdoba-Cardona y Fernández de Córdoba (1626 – 1677) |                                                     | Ana de Mendoza (1540 ca. – 1595)                               |                                                         |  |  |       |  |  |                                          |  |  |                                                   |  |
|                                                                        | Juan Matias de Córdoba y Figueroa (1525 ca. – 1589) | Lorenzo III Suárez de Figueroa (1505 – 1528)                   |                                                         |  |  |       |  |  |                                          |  |  |                                                   |  |
|                                                                        | Juan Matias de Córdoba y Figueroa (1525 ca. – 1589) | Lorenzo III Suárez de Figueroa (1505 – 1528)                   |                                                         |  |  |       |  |  |                                          |  |  |                                                   |  |
|                                                                        | Juan Matias de Córdoba y Figueroa (1525 ca. – 1589) | Catalina Fernández de Córdoba y Enríquez (1495 – 1569)         |                                                         |  |  |       |  |  |                                          |  |  |                                                   |  |
| Pedro Fernández de Córdoba y Figueroa (1563 – 1606)                    | Juan Matias de Córdoba y Figueroa (1525 ca. – 1589) |                                                                |                                                         |  |  |       |  |  |                                          |  |  |                                                   |  |
|                                                                        |                                                     | Catalina Fernández de Córdoba y Figueroa (1547 – 1574)         | Pedro Fernández de Córdoba y Figueroa (1519 – 1552)     |  |  |       |  |  |                                          |  |  |                                                   |  |
|                                                                        |                                                     | Catalina Fernández de Córdoba y Figueroa (1547 – 1574)         | Pedro Fernández de Córdoba y Figueroa (1519 – 1552)     |  |  |       |  |  |                                          |  |  |                                                   |  |
|                                                                        |                                                     | Catalina Fernández de Córdoba y Figueroa (1547 – 1574)         | Ana de la Cruz Ponce de León (1527 – 1601)              |  |  |       |  |  |                                          |  |  |                                                   |  |
| Catalina Fernández de Córdoba y Figueroa (1589 – 1646)                 |                                                     | Catalina Fernández de Córdoba y Figueroa (1547 – 1574)         |                                                         |  |  |       |  |  |                                          |  |  |                                                   |  |
|                                                                        |                                                     | Fernando Enríquez de Ribera y Portocarrero (1517 – 1594)       | Fernando Enríquez de Ribera (1480 ca. – 1522)           |  |  |       |  |  |                                          |  |  |                                                   |  |
|                                                                        |                                                     | Fernando Enríquez de Ribera y Portocarrero (1517 – 1594)       | Fernando Enríquez de Ribera (1480 ca. – 1522)           |  |  |       |  |  |                                          |  |  |                                                   |  |
|                                                                        |                                                     | Fernando Enríquez de Ribera y Portocarrero (1517 – 1594)       | Inés Portocarrero y Cárdenas (1490 – 1546)              |  |  |       |  |  |                                          |  |  |                                                   |  |
| Juana Enríquez de Ribera y Cortés (1565 ca. – 1635)                    |                                                     | Fernando Enríquez de Ribera y Portocarrero (1517 – 1594)       |                                                         |  |  |       |  |  |                                          |  |  |                                                   |  |
|                                                                        |                                                     | Juana Cortés Ramírez de Arellano (1533/1536 – 1588)            | Hernán Cortés (1485 – 1547)                             |  |  |       |  |  |                                          |  |  |                                                   |  |
|                                                                        |                                                     | Juana Cortés Ramírez de Arellano (1533/1536 – 1588)            | Hernán Cortés (1485 – 1547)                             |  |  |       |  |  |                                          |  |  |                                                   |  |
|                                                                        |                                                     | Juana Cortés Ramírez de Arellano (1533/1536 – 1588)            | Juana Ramírez de Arellano y Zúñiga (1509 – 1578)        |  |  |       |  |  |                                          |  |  |                                                   |  |
|                                                                        |                                                     | Juana Cortés Ramírez de Arellano (1533/1536 – 1588)            |                                                         |  |  |       |  |  |                                          |  |  |                                                   |  |